# Bankim Chandra Chattopadhyay
Bankim Chandra Chatterjee (n. el 27 de junio de 1838 - fallecido el 8 de abril de 1894) (en bengalí, বঙ্কিম চন্দ্র চট্টোপাধ্যায়, Bôngkim Chôndro Chôţţopaddhae) ('Chattopadhyay' en original bengalí; 'Chatterjee' como es deletreado en Gran Bretaña) fue un poeta, novelista, ensayista y periodista bengalí, famoso por ser autor de Vande Mataram o Bande Mataram, obra que inspiró a los luchadores por la libertad de la India, y que más tarde fue declarada canción nacional de la India. 
Chatterjee es considerado una figura clave en el renacimiento de la literatura bengalí, y de la India.

## Infancia y entorno
Chattopadhyay nació en Kanthalpara, en Naihati, siendo el menor de tres hermanos varones. Su familia era ortodoxa, y su padre, trabajaba como oficial del gobierno. Uno de sus hermanos, Sanjeeb Chandra Chatterjee, fue también novelista y se hizo conocido por su libro "Palamau". 
Se casó muy joven, a los once años. Su primera mujer falleció en 1859. Más tarde contrajo matrimonio con Rajalakshmi Devi, con quien tuvo tres hijas. Se educó en el Mohsin College en Hooghly y luego en el Presidency College, graduándose en Artes en 1857. Fue uno de los dos primeros graduados de la Universidad de Calcuta. Años más tarde obtuvo un título en Leyes, en 1869.
Trabajó al servicio del gobierno hasta 1891, cuando se jubiló. Fue nombrado compañero de la Orden del Imperio de la India en 1894.

## Carrera literaria
Chatterjee, siguiendo el modelo de Ishwarchandra Gupta, comenzó su carrera escribiendo verso. Sin embargo más tarde cambió y escribió ficción. Su primer intento fue una novela en bengalí, que envió a un concurso. No ganó el premio, y la nouvelle nunca fue publicada. Su primera obra publicada fue  Rajmohan's Wife. Está escrita en inglés y es probablemente una traducción de la nouvelle remitida para el premio. Durgeshnondini, su primera novela en bengalí, fue publicada en 1865.

## Obra
Ficción
- Durgeshnondini (1865)
- Kapalkundala (1866)
- Mrinalini (1869)
- Vishabriksha (1873)
- Indira (1873, revisada en 1893)
- Jugalanguriya (1874)
- Radharani (1876, alargada en 1893)
- Chandrasekhar (1877)
- Kamalakanter Daptar (1875)
- Rajni(1877)
- Krishnakanter Uil (1878)
- Rajsimha (1882)
- Anandamath (1882)
- Devi Chaudhurani (1884)
- Kamalakanta (1885)
- Sitaram (1887)
- Muchiram Gurer Jivancharita

Religión
- Krishna Charitra (1886)
- Dharmatattva (1888)
- Devatattva
- Srimadvagavat Gita, comentario del Bhagavad Gita (1902)

Poesía
- Lalita O Manas (1858)

Ensayos
- Lok Rahasya (1874, alargada en 1888)
- Bijnan Rahasya (1875)
- Bichitra Prabandha  Vol 1 (1876) y Vol 2 (1892)
- Samya (1879)